# Hugo Ebbinghaus (Widerstandskämpfer)
Hugo Ebbinghaus (* 18. Januar 1884 in Lüttringhausen; † August 1945) und seine Frau Hildegard Helene Ebbinghaus waren  deutsche Kommunisten und Widerstandskämpfer gegen das NS-Regime.

## Leben

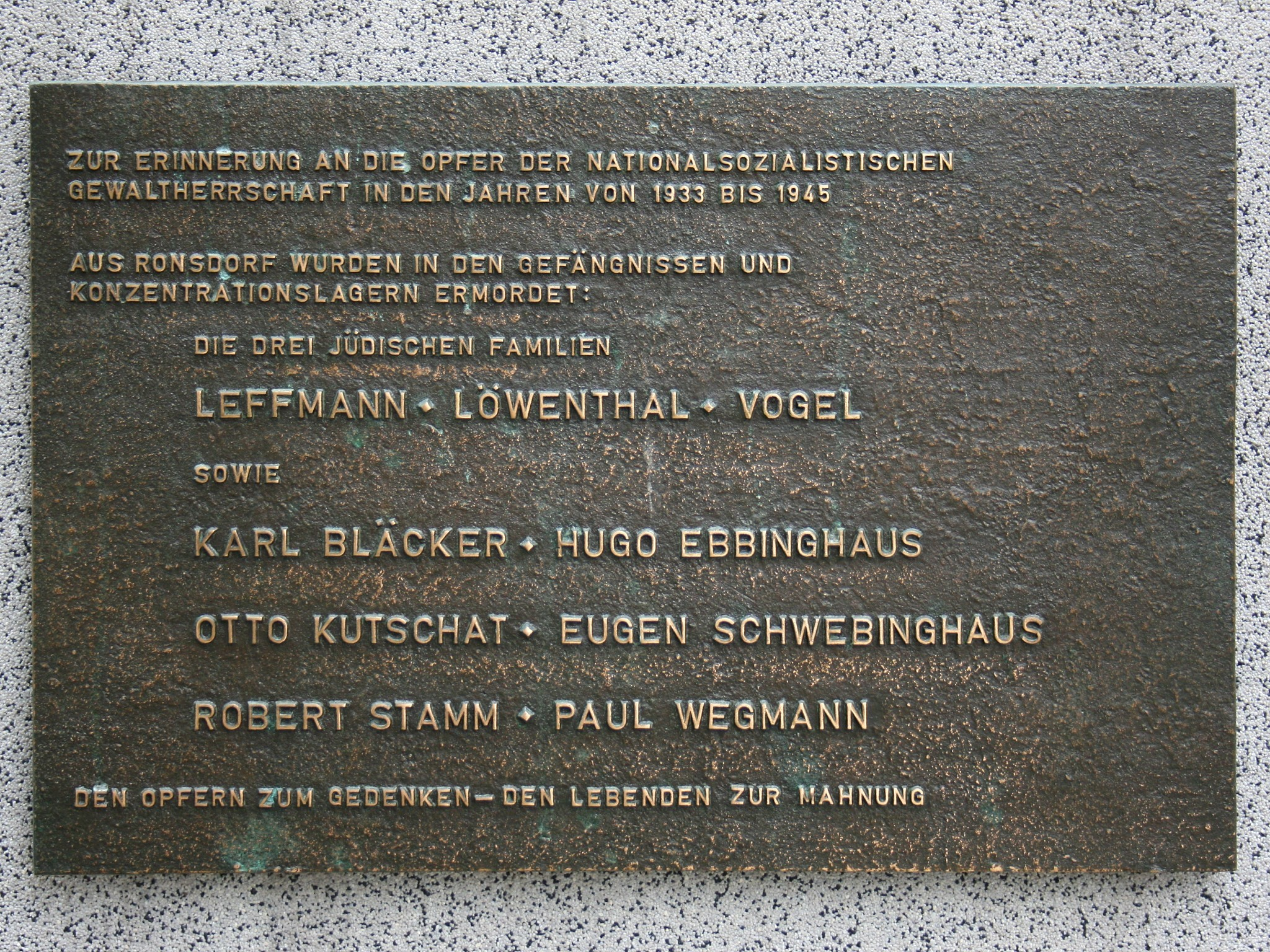
Gedenktafel für die Opfer der NS-Verfolgung am Ronsdorfer Ämterhaus

Anfang der 1920er Jahre wurden Hugo Ebbinghaus und seine Frau Hilde Mitglied der Kommunistischen Partei Deutschlands (KPD), nachdem sie zuvor aus der Kirche ausgetreten waren. Das Ehepaar hatte zwei Kinder, Egon und die um acht Jahre jüngere Waltraud. Ebbinghaus wurde in Ronsdorf Ortsgruppenleiter der KPD. Der gelernte Bandwirker eröffnete nach längerer Arbeitslosigkeit gemeinsam mit seiner Frau ein Tabak- und Schreibwarengeschäft in Ronsdorf.
Nach der „Machtergreifung“ der Nationalsozialisten wurde Ebbinghaus verhaftet und verbrachte ein Jahr im KZ Kemna. Nach seiner Haftentlassung hielt er Verbindung zu seinen Parteigenossen. 1935 wurde sein Sohn Egon Ebbinghaus verhaftet und im April 1935 im so genannten „Jugendprozeß“ wegen illegaler Betätigung für den Kommunistischen Jugendverband Deutschlands (KJVD) zu zwei Jahren Gefängnis verurteilt. Das Geschäft der Familie musste geschlossen werden, weil die Kunden auch aus Angst wegblieben.
Hugo Ebbinghaus war Kontaktmann der Knöchel-Gruppe um Wilhelm Knöchel und Willi Seng. Die Aufforderung Sengs, intensiver illegale Arbeit zu leisten und im Betrieb eine Zelle aufzubauen sowie eine größere Verbreitung von Druckschriften zu organisieren, lehnte Ebbinghaus jedoch ab. Er vertrat die Auffassung, dass ein solches Vorgehen nicht verantwortbar sei. Seiner Meinung nach war es notwendiger, den Zusammenhalt untereinander durch Diskussionen und gegenseitige Informierungen zu fördern. Deshalb brachte er Seng mit einigen zuverlässigen Genossen zusammen, darunter Irmgard Schwebinghaus, der Ehefrau des Emigrantenleiters in den Niederlanden, Eugen Schwebinghaus.
Anfang 1943 begann die Gestapo, die Knöchel-Organisation zu zerschlagen. Unter Folter gaben Alfons Kaps, Wilhelm Knöchel und Willi Seng Namen preis. Über 200 Menschen wurden verhaftet, schwer misshandelt und vor dem Oberlandesgericht Hamm sowie dem Volksgerichtshof wegen „Vorbereitung zum Hochverrat, Feindbegünstigung, Wehrkraftzersetzung, Schwächung der inneren Front“ angeklagt. 23 Männer, darunter Knöchel, Seng und Schwebinghaus, wurden zum Tode verurteilt und hingerichtet. Hilde und Hugo Ebbinghaus wurden zu Haftstrafen verurteilt, die Ehefrau zu drei Jahren und sechs Monaten Zuchthaus sowie vier Jahre Ehrverlust und ihr Mann zu acht Jahren Zuchthaus. Hugo Ebbinghaus starb im August 1945 während eines Transportes nach der Auflösung des Zuchthauses im Schloss Coswig an den Folgen der Haft, ohne seine Familie wiedergesehen zu haben. Seine Frau Hilde, die während der Haft schwer erkrankt war, starb 1947.
Am 25. März 2013 wurden für die Eheleute Ebbinghaus jeweils ein Stolperstein vor ihrem ehemaligen Wohnhaus Remscheider Straße 46 in Wuppertal-Ronsdorf verlegt.